# (1623) Vivian
(1623) Vivian es un asteroide perteneciente al cinturón de asteroides descubierto por Ernest Leonard Johnson desde el observatorio Union de Johannesburgo, República Sudaficana, el 9 de agosto de 1948.

## Designación y nombre
Vivian fue designado inicialmente como 1948 PL.
Posteriormente se nombró en honor de una hija del astrónomo sudafricano William P. Hirst (1903-1994), quien se encargó de calcular la órbita.

## Características orbitales
Vivian orbita a una distancia media del Sol de 3,144 ua, pudiendo acercarse hasta 2,653 ua. Tiene una excentricidad de 0,1561 y una inclinación orbital de 2,49°. Emplea en completar una órbita alrededor del Sol 2036 días.